# 위블리

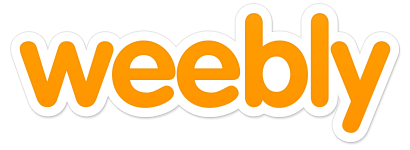
로고

위블리(영어: Weebly)는 드래그 앤 드롭을 이용한 웹 사이트 만들기 사이트 및 운영회사이다. 2012년 7월 기준으로 1200만명 이상이 이용하고 있다. 샌프란시스코에 본사가 있다.